# Bestattungspflicht
Bestattungspflicht ist die Pflicht, nach dem Tod einer Person dafür zu sorgen, dass deren Leichnam einer ordnungsgemäßen Bestattung zugeführt wird. Es gibt dabei grundsätzlich drei Arten der Bestattung:
- Erdbestattung
- Feuerbestattung
- Seebestattung

## Deutschland
Die Bestattungspflicht ist in Deutschland in den entsprechenden Bestattungsgesetzen der Bundesländer geregelt und ist Teil der gewohnheitsrechtlich geregelten Totenfürsorgepflicht. In Deutschland ist gesetzlich vorgeschrieben, in welcher Form eine Leichenschau stattfinden und eine Sterbefallanzeige beim Standesamt erfolgen muss. Zusätzlich beinhaltet Bestattungspflicht in den meisten Bundesländern seit 1934 einen Friedhofszwang von dem die Seebestattung ausgenommen ist.
Keine Bestattungspflicht besteht nach Ansicht des Verwaltungsgerichtes Berlin bei einer Plastination der Leiche (siehe Körperspende).

### Bestattungspflichtige
Bestattungspflichtig sind nach den Bestattungsgesetzen der Bundesländer die nächsten Angehörigen der oder des Verstorbenen. Sie sind verpflichtet, für Durchführung der Leichenschau, Ausstellung der Todesbescheinigung und Bestattung (Einsargung, Beförderung, Bestattungsart, Friedhofs- und Grabwahl, Beisetzung) innerhalb der kurzen gesetzlichen Fristen zu sorgen.

### Reihenfolge Bestattungspflicht
- Ehepartnerin/Ehepartner oder Lebenspartnerin/Lebenspartner einer eingetragenen Lebenspartnerschaft
- die Kinder (in einigen Bundesländern nur, wenn volljährig)
- die Eltern
- die Geschwister (in einigen Bundesländern nur, wenn volljährig)
- Partnerin/Partner einer auf Dauer angelegten nichtehelichen Lebensgemeinschaft (nur in einigen Bundesländern)
- sonstige Sorgeberechtigte (z. B. Vormund eines verstorbenen Minderjährigen; nur in Rheinland-Pfalz und Sachsen)
- die Großeltern (nicht in Brandenburg)
- die Enkelkinder (in einigen Bundesländern nur, wenn volljährig)
- Erbe (vorrangig vor allen anderen nur nach Bestattungsgesetz Rheinland-Pfalz)
- sonstige Verwandte bis zum 3. Grad, z. B. Neffen und Nichten in Bayern, Sachsen; Onkel und Tanten in Sachsen, Verschwägerte in Bayern.

Es gibt regionale Besonderheiten. Teilweise wird auch darauf abgestellt, dass die jeweiligen Personen volljährig oder voll geschäftsfähig sind, teilweise sind bei gleichrangig Verpflichteten die Älteren vor den Jüngeren bestattungspflichtig.
Ausschließlich im Land Hessen ist nachrangig nach den Angehörigen auch die Einrichtung bestattungspflichtig, in der der Verstorbene zum Todeszeitpunkt untergebracht war, z. B. Krankenhaus, Pflegeheim.
Die Bestattungspflicht ist nicht mit dem Erbrecht verbunden. Es besteht die nach Landesrecht geregelte gesetzliche Verantwortung für die Bestattungspflicht. In Rheinland-Pfalz ist abweichend davon der Erbe vorrangig vor den Familienangehörigen bestattungspflichtig. Ein rechtlicher Betreuer (§ 1896 BGB) ist nicht verpflichtet, die Bestattung des früheren Betreuten zu veranlassen (in Sachsen wurde dies vor einigen Jahren durch Änderung der diesbezüglichen Verwaltungsvorschrift klargestellt).

### Ersatzvornahme
Weigern sich die Bestattungspflichtigen, die Bestattung vorzunehmen, oder sind keine Bestattungspflichtigen vorhanden, kann das örtliche Ordnungsamt aus Gründen der Seuchenhygiene im Wege der Ersatzvornahme die Bestattung veranlassen und die Kosten gegebenenfalls den eigentlich Bestattungspflichtigen (oder den Erben) in Rechnung stellen.

### Kostentragung
Von der Bestattungspflicht ist die Kostentragungspflicht der Bestattung zu trennen. Diese beinhaltet die Verpflichtung, die Kosten zu tragen oder dem zu ersetzen, der die Bestattung veranlasst hat. Diese kann öffentlich-rechtlich, bei der Ersatzvornahme durch ein kommunales Ordnungsamt, oder privatrechtlich geregelt sein (z. B. im Testament). Grundsätzlich besteht eine Kostentragungspflicht des Erben gemäß § 1968 BGB: „Der Erbe trägt die Kosten der Beerdigung des Erblassers“. Besteht eine Erbengemeinschaft, so ist entsprechend diese verpflichtet.
Sind die Beerdigungskosten vom Erben nicht zu erlangen, trifft denjenigen die Kostentragungspflicht, der dem Verstorbenen gegenüber unterhaltspflichtig war (§ 1615, § 1615m BGB). Für den Fall, dass eine andere Person für den Tod des Verstorbenen verantwortlich war, sind Erbe oder Unterhaltspflichtiger berechtigt, von dieser Person die Bestattungskosten zurückzuverlangen (§ 844 BGB). Eine verschuldensunabhängige Sonderregelung für tödliche Unfälle im Straßenverkehr enthält das Straßenverkehrsgesetz (§ 10 StVG).

### Sozialrechtliche Ansprüche
Seit 2004 zahlen Krankenkassen kein Sterbegeld zur Deckung der Bestattungskosten. Ein Sterbegeld gibt es aber weiterhin in einigen speziellen Rechtsgebieten z. B. in der Beamtenversorgung, der gesetzlichen Unfallversicherung oder im sozialen Entschädigungsrecht.
Der für den Sterbeort zuständige Sozialhilfeträger übernimmt auf Antrag die Bestattungskosten, soweit den hierzu Verpflichteten nicht zugemutet werden kann, diese Kosten zu tragen (§ 74 SGB XII). Der Gesetzgeber hat dabei statt des Merkmals der Bedürftigkeit das Merkmal der Zumutbarkeit eingeführt. Zu dieser Bestimmung liegt eine Vielzahl sozialgerichtlicher Entscheidungen vor, zumeist darüber, inwieweit kostentragungspflichtige Angehörige für Bestattungskosten aufkommen müssen, wenn kein oder nur ein negativer Kontakt zum Verstorbenen bestand oder der Angehörige selbst mittellos ist. Im Jahre 2010 wurden für 22.651 Personen Bestattungskosten durch Sozialhilfeträger übernommen. Innerhalb von fünf Jahren war das eine Steigerung um 64 %.

### Ausgewählte Rechtsprechung
- Anspruchsberechtigt ist nach § 15 BSHG (jetzt § 74 SGB XII) derjenige, der zur Tragung der Kosten verpflichtet ist. Dies kann der Erbe nach § 1968 BGB oder der Unterhaltspflichtige nach § 1615 BGB sein, aber auch ein Angehöriger, der aufgrund einer öffentlich-rechtlichen Bestattungspflicht die Bestattung veranlasst, wenn Ausgleichsansprüche gegenüber den eigentlich zur Kostentragung verpflichteten Personen aufgrund mangelnder Leistungsfähigkeit nicht realisierbar sind. (BVerwG, BVerwGE 114, 57)
- Fehlender Kontakt zwischen dem Verstorbenen und dem Bestattungspflichtigen entbindet nicht von der Bestattungspflicht[9]
- Der Bestattungspflichtige hat die Kosten der Beerdigung nach allgemeinen Billigkeitsgrundsätzen nicht zu tragen, wenn es unzumutbar ist. Etwa falls der Bestattungspflichtige vom Verstorbenen schwer misshandelt wurde und dies beweisbar ist (VG Koblenz, Urteil 5K 3706/03.Ko vom 30. Juni 2004).
- Übernimmt ein Freund aus moralischen Gründen die Kosten der Beerdigung eines Sozialhilfeempfängers, werden diese vom Sozialamt nicht erstattet, da es keine rechtliche Verpflichtung gab (VG Aachen Az.: 2 K 1862/04).
- Die Übernahme von Bestattungskosten steht auch einer juristischen Person, z. B. einem Krankenhaus, zu, wenn sie aufgrund besonderer landesrechtlicher Regelungen bestattungspflichtig ist. Die Tragung dieser Kosten ist einer solchen juristischen Person in aller Regel nicht zumutbar. (BVerwG, Urteil vom 29. Januar 2004 - 5 C 2. 03)
- Der Träger eines Alten- und Pflegeheims braucht für die Kosten der Bestattung eines früheren Heimbewohners nicht aufzukommen, wenn er eine solche Verpflichtung nicht ausdrücklich vertraglich übernommen hat (VG Trier Az.: 2 K 522/06.TR).
- Notwendige Bestattungskosten ergeben sich aus der örtlichen Friedhofssatzung (VGH Mannheim, NVwZ 1992, 83). Sofern die örtliche Friedhofsordnung einen Grabstein vorschreibt, wird dessen Anschaffung in angemessenem Umfang gestattet (VGH Mannheim, FEVS 1992, 380). Die Ausstattung der Trauerhalle und des Grabes mit Blumen muss bescheiden sein (OVG Lüneburg, FEVS 33, 251).
- Kosten der weitergehenden Totenfürsorge wie der Grabpflege zählen z. B. im Sozialrecht nicht zu den zu erstattenden Bestattungskosten. (Landessozialgericht NRW, L 20 B 63/06 SO NZB vom 21. September 2006; Bayerischer VGH, Beschluss vom 8. Dezember 2003, 12 ZB 03.3098; BVerwG, Urteil vom 24. März 1977, Az.: II C 61.73 im Anschluss an BVerwG, Urteil vom 17. Januar 1961, Az.: II C 150.59.)
- Gegen die Übernahme der Kosten der Überführung eines Leichnams ins Ausland hat sich das OVG Münster (FEVS 42, 27) ausgesprochen; das OVG Hamburg (NJW 1992, 3118) erkennt sie ausnahmsweise an, wenn am Sterbeort keine Beerdigung nach islamischem Brauchtum möglich und üblich ist.
- Die Bestattungskosten dürfen grundsätzlich nicht vom Sozialhilfeträger pauschalisiert werden; zu übernehmen sind die tatsächlichen angemessenen Kosten. Angemessen sind Kosten, die für eine Bestattung zwingend notwendig sind sowie aus religiösen Gründen unerlässlich sind, nicht hierzu zählen Kosten lediglich des Todes wegen wie eine Todesanzeige, Trauerbekleidung, der Leichenschmaus, Danksagungen oder Kosten der Anreise. (BSG, 25. August 2011, AZ B 8 SO 20/10 R) Kosten der Anreise können jedoch unter Umständen als Hilfe in sonstigen Lebenslagen geltend gemacht werden. (LSG Niedersachsen-Bremen, 19. Juni 2008, AZ L 7 AS 613/06)
- Einem bedürftigen Angehörigen darf die Übernahme der Bestattungskosten nicht mit Verweis auf Ausgleichsansprüche anderer verweigert werden, wenn diese rechtlich zweifelhaft sind; das Prozessrisiko darf nicht auf den Angehörigen abgewälzt werden. (BSG, BSGE 104, 219)
- Veranlasst ein Bestattungsunternehmen die Bestattung eines Verstorbenen ohne Auftrag, weil die Hinterbliebenen sich weigern die Bestattung zu veranlassen, hat das Unternehmen einen Anspruch auf Erstattung der entstandenen Kosten aus Geschäftsführung ohne Auftrag gegen die nach Landesrecht bestattungspflichtigen Personen. (BGH, Urteil vom 17. November 2011, AZ III ZR 53/11)
- Wird ein Kreditinstitut durch Beschluss des Nachlassgerichts angewiesen, aus einem Nachlasskonto einem Dritten Beerdigungskosten zu erstatten, ist das Kreditinstitut hiergegen nicht beschwerdeberechtigt. Insbesondere bei geringfügigen Nachlässen kann das Nachlassgericht zu derartigen Anordnungen befugt sein (OLG Rostock 3. Zivilsenat, Beschluss vom 25.10.2012, 3 W 155/12)
- Der Sozialhilfeträger darf nicht pauschal die Übernahme der Bestattungskosten mit dem Verweis verweigern, die Bestattungskosten könnten aus dem laufenden Einkommen über mehrere Monate verteilt beglichen werden, wenn der Gläubiger tatsächlich nicht zu einer derartigen Zahlungsvereinbarung bereit ist und auch die Aufnahme eines Kredits mangels Bonität nicht möglich ist. (BSG, Urteil vom 4. April 2019, AZ B 8 SO 10/18 R)
- Erlaubt das Landesrecht die Bestattung von Fehlgeburten auf Antrag der Eltern, begründet ein entsprechender Antrag keine Einstandspflicht des Sozialhilfeträgers für die dadurch entstehenden Bestattungskosten (LSG Nordrhein-Westfalen, Urteil vom 14. Oktober 2019, AZ L 20 SO 219/16)
- Eine gesetzlich nicht vorgesehene Ausnahme von der Bestattungspflicht wegen einer schweren Straftat zulasten des Bestattungspflichtigen kommt allenfalls dann in Betracht, wenn die Straftat dazu führt, dass die Bestattungspflicht für den Betroffenen offenkundig unzumutbar ist. Die Bestattungspflicht muss eine für den Pflichtigen schlechthin unerträgliche und unverhältnismäßige Verpflichtung sein (OVG Lüneburg, Beschluss vom 03.05.2021, 10 LA 233/20).

## Österreich
Das Leichen- und Bestattungswesen ist gemäß Art. 15 Abs. 1, Art. 10 Abs. 1 Z 12 B-VG Landessache in Gesetzgebung und Vollziehung.
In Österreich herrscht grundsätzlich Bestattungspflicht. Nachdem die Totenbeschau und die Eintragung in das Sterbebuch vollzogen sind, kann die Bestattung erfolgen. Es muss jedoch eine Grabstätte vorhanden sein. Mögliche Formen der Bestattung sind die Erd- und die Feuerbestattung sowie Sonderbestattungsformen, wie eine Seebestattung. In den Bundesländern gibt es unterschiedliche gesetzliche Regelungen.
Für Art und Ort der Bestattung eines Leichnams ist vor allem der Wille des Verstorbenen maßgebend. Es ist das höchstpersönliche Recht eines (noch lebenden) Menschen, Verfügungen über seinen Leichnam zu treffen. Diese sind Ausfluss seines über den Tod hinauswirkenden Persönlichkeitsrechtes gemäß § 16 ABGB und sind im Rahmen der öffentlich-rechtlichen Vorschriften und der guten Sitten zu treffen.
Auf Gemeindefriedhöfen werden in der Regel nur Personen begraben, welche im Gemeindegebiet gelebt haben oder dort gestorben sind. Außerdem gibt es Friedhöfe, die von einer anerkannten Kirche, Religionsgemeinschaft oder religiösen Bekenntnisgemeinschaft betrieben werden.

## Schweiz
In der Schweiz ist das Bestattungswesen durch kantonale Bestattungsgesetze geregelt.
Die Bestattung darf in der Regel erst erfolgen, wenn der Todesfall dem Zivilstandsamt gemeldet wurde und die zuständige Behörde gestützt auf die Todesbescheinigung die Bewilligung dazu erteilt hat. Sie soll „innert längstens sieben Tagen nach Eintreten des Todes stattfinden.“ Da es im Unterschied zu Deutschland und Österreich in der Schweiz keinen Friedhofszwang gibt, dürfen die Hinterbliebenen die Urne eines Verstorbenen nach der Kremation zu sich nehmen. Zulässig ist grundsätzlich auch die Urnenbeisetzung oder das Ausbringen der Asche außerhalb von Friedhöfen. 
Nach § 29 der Zürcher Bestattungsverordnung dürfen Urnen und Kremationsasche außerhalb von Friedhöfen beigesetzt oder ausgebracht werden, jedoch nur privat, nicht gewerbsmäßig. Es müssen die Bestimmungen des Forst-, Gewässerschutz-, Luftfahrt-, Bau- und Umweltrechts eingehalten werden, außerdem dürfen Urnen und Kremationsasche nicht als solche erkennbar und nach kurzer Zeit nicht mehr wahrnehmbar sein. Die Gemeinden können das Beisetzen von Urnen oder das Ausbringen von Kremationsasche außerhalb von Friedhöfen einschränken oder verbieten, wenn sich dies störend auswirkt. Für öffentliche Gewässer (sog. Flussbestattungen) ist die Direktion zuständig.

### E-Books
- Axel Ertelt: Der Tod ist nicht geplant, E-Book, Ancient Mail Verlag, Groß-Gerau, 2013